# Anomis angulata
Anomis angulata là một loài bướm đêm trong họ Erebidae.